# Frankrike i olympiska vinterspelen 1932
Frankrike deltog med åtta deltagare vid de olympiska vinterspelen 1932 i Lake Placid.  Totalt vann de en guldmedalj.

## Medaljer

### Guld
- Andrée Brunet och Pierre Brunet - Konståkning.